# 島津忠隣
島津 忠隣（しまづ ただちか）は、安土桃山時代の武将。島津家の家臣。日置島津家2代当主。

## 生涯
島津義虎と御平（島津義久の長女）の次男。天正12年（1584年）、男子のいなかった大叔父・島津歳久（義久の弟）の養嗣子となり、歳久の長女を室とした。
天正14年（1586年）、叛乱した筑紫広門征伐の副将に任じられる。しかし若年であり、また初陣であったことから島津義久より遠矢信濃守良時・木脇伊賀入道祐定を付けられた上で7月6日、鷹取城攻めを行った。同27日の岩屋城の戦いにも参加、取添口より攻撃し軍功を上げた。
天正15年（1587年）、豊臣秀吉の九州平定において島津氏は一方的な防戦となり、重要な戦略拠点である日向国の根白坂（現・宮崎県木城町）を宮部継潤に占拠されてしまう。忠隣は、夜襲を掛け根白坂を奪回することを提案するが、無謀な攻撃であり島津家久（義久や歳久の弟、妻方では叔父、母方では大叔父にあたる）に反対されたという。しかし、その制止を振り切り根白坂を攻撃するが、それを予測していた宮部軍の反撃により忠隣率いる島津側のほぼ全員が討死し完敗した（根白坂の戦い）。
忠隣も鉄砲傷を被り、その出血はなはだしく家臣・鎌田囚獄左衛門政金に水を所望すると、囚獄左衛門が傍らにあった青梅を引き千切り差し出した。忠隣はそれを末期の水代わりと一口食べ絶命した。享年19。家臣らは遺体を盾板に載せて退却した。
なお、その年の1月に生まれたばかりの長男・常久は歳久によって養育され、日置島津家として系譜は続いた。